# 다비드 안두하르
다비드 안두하르 히메네스(스페인어: David Andújar Jiménez, 1991년 8월 21일 ~ )는 스페인의 축구선수이자, 현재 프리메라 페데라시온 폰페라디나의 소속이다.